# 9923 Ronaldthiel
9923 Ronaldthiel este o planetă minoră (asteroid), cu un diametru de 4,084 km, din centura de asteroizi. A fost descoperită pe 7 martie 1981 la Observatorul Siding Spring de Schelte J. Bus. 
Obiectul prezintă o orbită caracterizată de o semiaxă mare de 2,8111348 UAi, o excentricitate de 0,07, o înclinație de 4,40647 ° în raport cu ecliptica.